# Dominostein

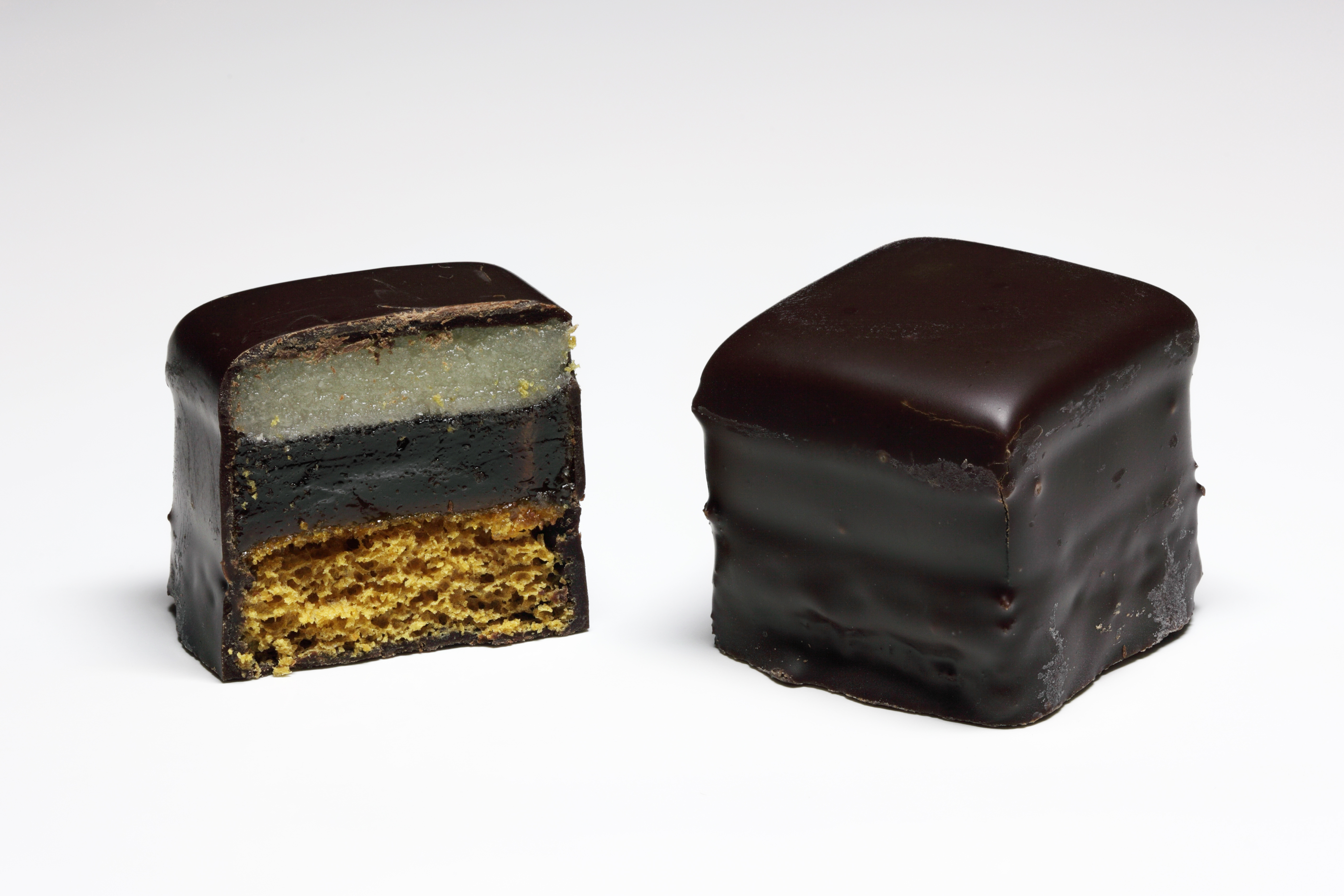
Un Dominostein recouvert d'une couche de chocolat noir.

Un Dominostein (au pluriel : Dominosteine) est une pâtisserie sucrée surtout vendue pendant la saison des fêtes en Allemagne.

## Description
Un Dominostein est constitué de trois étages : la base est un Nürnberger Lebkuchen, le deuxième étage est composé de confiture de griottes ou de gelée d'abricots et le troisième est fait de massepain ou de Persipan. Ces trois épaisseurs sont recouvertes d'une couche de chocolat.

## Histoire
Le Dominostein a été créé en 1936 par Herbert Wendler (1912-1998) à Dresde. Il tentait de trouver un substitut moins coûteux aux pralines produites par sa société. Lorsque la population allemande fut rationnée pendant la Seconde Guerre mondiale, le Dominostein devint populaire.